# Nebulosa cavalluccio marino
Barnard 150 o L1082 è una nebulosa oscura situata nella costellazione di Cefeo a 1200 anni luce dalla Terra. È anche nota come Nebulosa Cavalluccio Marino o Nebulosa Cavalluccio Marino Oscuro per la sua forma.

## Caratteristiche
La nebulosa è lunga circa 1° ed è formata da tre nuclei di gas denso denominati L1082 A, B e C. Questi nuclei di gas denso sono regioni di formazione stellare.  È una nebulosa oscura situata a circa 1.200 anni luce dalla Terra nella costellazione di Cefeo. A differenza delle nebulose a emissione o a riflessione che emettono o riflettono la luce, le nebulose oscure sono composte da gas e polvere densi e freddi che bloccano la luce degli oggetti o delle stelle dietro di loro. Sono spesso viste come macchie nere, come l'inchiostro sullo sfondo di stelle o nebulose più luminose. Conosciuta anche come nebulosa Cavalluccio marino, deve il suo nome alla sua forma che appare su un campo di stelle di sfondo ricco e luminoso. Le nebulose oscure come B150 sono regioni in cui la polvere e il gas interstellari sono così spessi da oscurare la luce delle stelle o di altri oggetti situati oltre. Questa nebulosa fa parte di un complesso più ampio di nebulose oscure noto come catalogo Barnard Dark Nebulae, compilato dall'astronomo americano Edward Emerson Barnard all'inizio del XX secolo.